# Mónica Merenciano Herrero
María Mónica Merenciano Herrero (Llíria, 1 d'agost de 1984) és una judoca valenciana. Ha representat Espanya als Jocs Paralímpics i ha guanyat l'Europeu de Judo del Comitè Paralímpic Internacional. Merenciano té una deficiència visual i està classificada com a B2.
En 2001, la ciutat russa d'Ufa va ser seu dels Campionats Europeus, i Merenciano va guanyar un bronze en la seua categoria de pes. El 2006 França allotjà els Campionats Mundials i va guanyar també una medalla de bronze. En 2007 es feren a Baku els Campionats Europeus de Judo on Merenciano s'emportà a casa una medalla de bronze. Va guanyar una medalla de bronze a l'edició de 2009 dels Campionats Europeus del CPI a Debrecen. Va competir als Campionats Mundials de 2010 a Turquia on va guanyar una medalla de bronze. Crawley va ser seu l'any 2011 dels Campionats Europeus de Judo on va acabar en primer lloc. Al novembre 2013, va competir en el Torneig Obert de Judo a Guadalajara. Els Campionats Europeus de Judo del CPI van ser a primers de desembre a Eger, Hongria, i va competir dins la categoria de menys de 57 quilos, aconseguint una medalla de bronze.
Merenciano va competir en judo als Jocs Paralímpics d'Estiu de 2004 i va guanyar una medalla de bronze en la categoria de fins a 63 kg. Va participar també als Jocs Paralímpics d'estiu de 2008 i als Jocs Paralímpics d'estiu de 2012 i va guanyar un parell de medalles de bronze en la categoria de fins a 57 kg. Durant els jocs de 2004 va ser el primer cop que les dones participaven en el programa paralímpic de judo. La seua medalla de bronze a Londres la va guanyar minuts abans que la seua companya d'equip Marta Arce Payno també guanyara una medalla de bronze en judo.